# Servicio técnico
El servicio técnico (en inglés service desk o también dependiendo de su implicación, call center (centro de llamadas), contact center (centro de contacto) o help desk) es una capacidad fundamental dentro de la Gestión de Servicios IT (ITSM), según se define en ITIL. Su objetivo es proporcionar un "punto único de contacto" o SPOC (Single Point Of Contact), para satisfacer las necesidades de comunicación entre IT y sus clientes, de forma que ambos cumplan con sus objetivos. Muchas organizaciones han implantado un service desk centralizado para gestionar incidencias, dudas, consultas, peticiones, etc. de usuarios y clientes (usuario se refiere al usuario final de un servicio, mientras que cliente es la entidad que está pagando por el servicio).
El service desk por tanto gestiona incidencias (eventos que causan o pueden causar una pérdida en la calidad de un servicio) y peticiones rutinarias de nuevos servicios, además de ser la interfaz ante los usuarios de otras actividades ITSM como Gestión de Configuración, Gestión de Cambios, Gestión de Continuidad de Servicios IT, etc.
Además debe mantener proactivamente informados a los usuarios de todos los eventos relevantes con el servicio que les pudieran afectar. Difiere de un Call Center o Help Desk en que tiene un alcance mayor y más centrado en el cliente, ya que se encarga de facilitar la integración de los procesos de negocio en la infraestructura IT.

## Objetivos principales
- Proporcionar un punto único de contacto para los clientes.
- Facilitar la restauración de los niveles de operación normales (los acordados en el SLA) tras alteraciones en el servicio.
- Entregar soporte de alta calidad para alcanzar las metas del negocio.
- Soporte de cambios, generar informes, comunicarlos y promoverlos.

## Actividades ITSM
- Gestión de la configuración: Hace referencia a los métodos de control de calidad que se aplican en el desarrollo de los Sistemas de Información (SI) de las empresas para verificar su modelo de la infraestructura. Se trata de un proceso que tiene como objetivo proporcionar información precisa a las organizaciones para crear bases de datos donde se especifiquen los activos TI (recursos tecnológicos con los que cuentan enfocados en el hardware y software de la empresa).

- Gestión de cambios: Corresponde a la implementación adecuada de los cambios que necesita la infraestructura de los Sistemas de Información de cualquier empresa.  Una correcta gestión de cambios reduce los incidentes dentro de la misma y permite que el sistema se actualice rápidamente.

- Gestión de continuidad de servicios IT: Parte como una estrategia para facilitar la implementación y la gestión de los diferentes procedimientos de continuidad adecuados para asegurar el desempeño de los servicios IT.

## ¿Cómo medir la calidad de un servicio técnico?
Para entregar un servicio técnico de calidad es necesario contar con un personal cualificado para solucionar las incidencias que se le han presentado a los clientes de la empresa.  Dentro de los valores que debe tener el equipo profesional de servicio técnico es importante destacar:
- Empatía: Tener empatía, respeto y saber escuchar a los clientes es la clave para ofrecer un buen servicio. La comunicación efectiva es la herramienta necesaria para este tipo de soporte.

- Fiabilidad: Ofrecer una asistencia que de soluciones inmediatas y de buen funcionamiento hace que el cliente sienta fiabilidad en la empresa (servicio confiable y oportuno).

- Conocimiento de la información: Ofrecer soluciones eficaces con datos, hechos, cambios, etc, es fundamental para brindar un servicio técnico de excelente calidad.

- Respuesta rápida: Un servicio técnico de calidad da soluciones inmediatas a sus clientes ofreciendo información o gestionando los canales de comunicación con el soporte adecuado para resolver el problema.

- Soluciones: El equipo que presenta el soporte técnico debe entender la necesidad de los clientes para brindarles soluciones válidas en un tiempo determinado.

## Medios para ofrecer servicio técnico
El servicio técnico es el canal eficaz que tienen los usuarios con las empresas para resolver dudas, incidencias o problemas que se presentan en los productos o los servicios. Los medios para ofrecer estos servicios pueden variar dependiendo de la situación. 
- Presencial: Este soporte se les ofrece a los usuarios que necesitan la asistencia técnica para resolver problemas en el hardware y software de manera presencial.

- En línea: Asistencia técnica que se da a través de portales web (Mercado Service en Argentina Archivado el 25 de abril de 2021 en Wayback Machine.), chats en vivo, correos electrónicos, etc.

- Remoto: Permite que el técnico que realiza el servicio pueda acceder al ordenador del cliente de manera segura para solucionar problemas básicos que estén relacionados con el software.

- Telefónica o vídeollamadas: El soporte telefónico es la vía más tradicional para proporcionar respuestas a preguntas directas por parte de los usuarios.

- Vídeos de soporte: Es un canal que se ha popularizado en los últimos años ofreciendo soporte por medio de un vídeo de la empresa.  Generalmente da soluciones paso a paso.

- Preguntas frecuentes en páginas web: Casi todas las marcas de tecnología y proveedores de servicios brindan acceso gratuito a una biblioteca de soluciones o a un sitio de preguntas frecuentes alojado en la página web.  Es una herramienta de servicio técnico muy consultada por los usuarios.